# Werrington, Staffordshire
Werrington är en civil parish i Storbritannien.   Den ligger i grevskapet Staffordshire och riksdelen England, i den södra delen av landet, 210 km nordväst om huvudstaden London. Antalet invånare är 6 009. Arean är 10,2 kvadratkilometer.
Terrängen i Werrington är platt.